# Comté du Haut-Hunter
Pour les articles homonymes, voir Aberdeen.

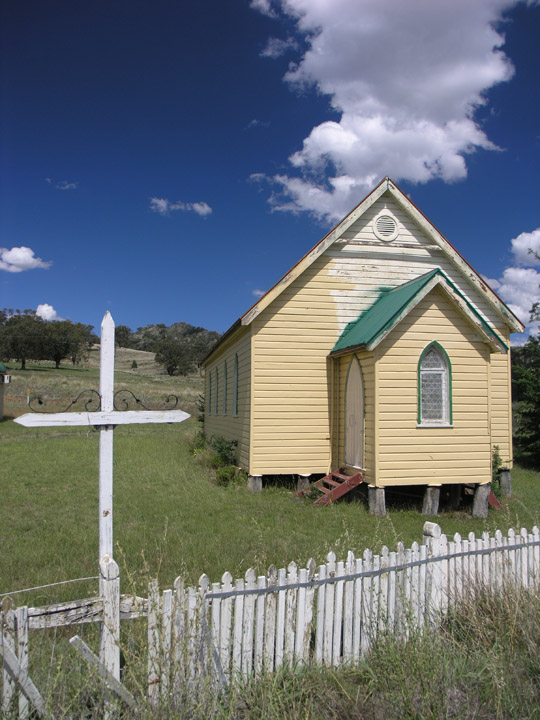
Chapelle près de Scone dans le Haut-Hunter

Le comté du Haut-Hunter (en anglais : Upper Hunter Shire) est une zone d'administration locale située dans l'État de Nouvelle-Galles du Sud en Australie, dont le chef-lieu est Scone.

## Géographie
Le comté s'étend sur 8 071 km2 dans la haute vallée de l'Hunter à l'est de la Nouvelle-Galles du Sud.
Il comprend les villes de Scone, Aberdeen,  Merriwa et Murrurundi, ainsi que les localités de Blandford, Bunnan, Gundy, Cassilis, Ellerston, Moonan Flat et Wingen.

## Histoire
Le comté a été créé en mai 2004 par la fusion du comté de Scone avec des parties des comtés de Murrurundi et Merriwa.

## Démographie
La population s'élevait à 13 754 habitants en 2011 et à 14 112 habitants en 2016.

## Politique et administration
Le conseil comprend neuf membres élus pour quatre ans, qui à leur tour élisent le maire pour deux ans. À la suite des élections du 4 décembre 2021, le conseil est formé de huit indépendants et d'un vert.

### Liste des maires
| Période                                  | Période   | Identité         | Étiquette   | Qualité |
| ---------------------------------------- | --------- | ---------------- | ----------- | ------- |
| Les données manquantes sont à compléter. |           |                  |             |         |
| 2009                                     | 2015      | Michael Johnsen  | Indépendant |         |
| avril 2015                               | juin 2020 | Wayne Bedggood   |             |         |
| 16 juin 2020                             | en cours  | Maurice Collison | Indépendant |         |